# 住箱

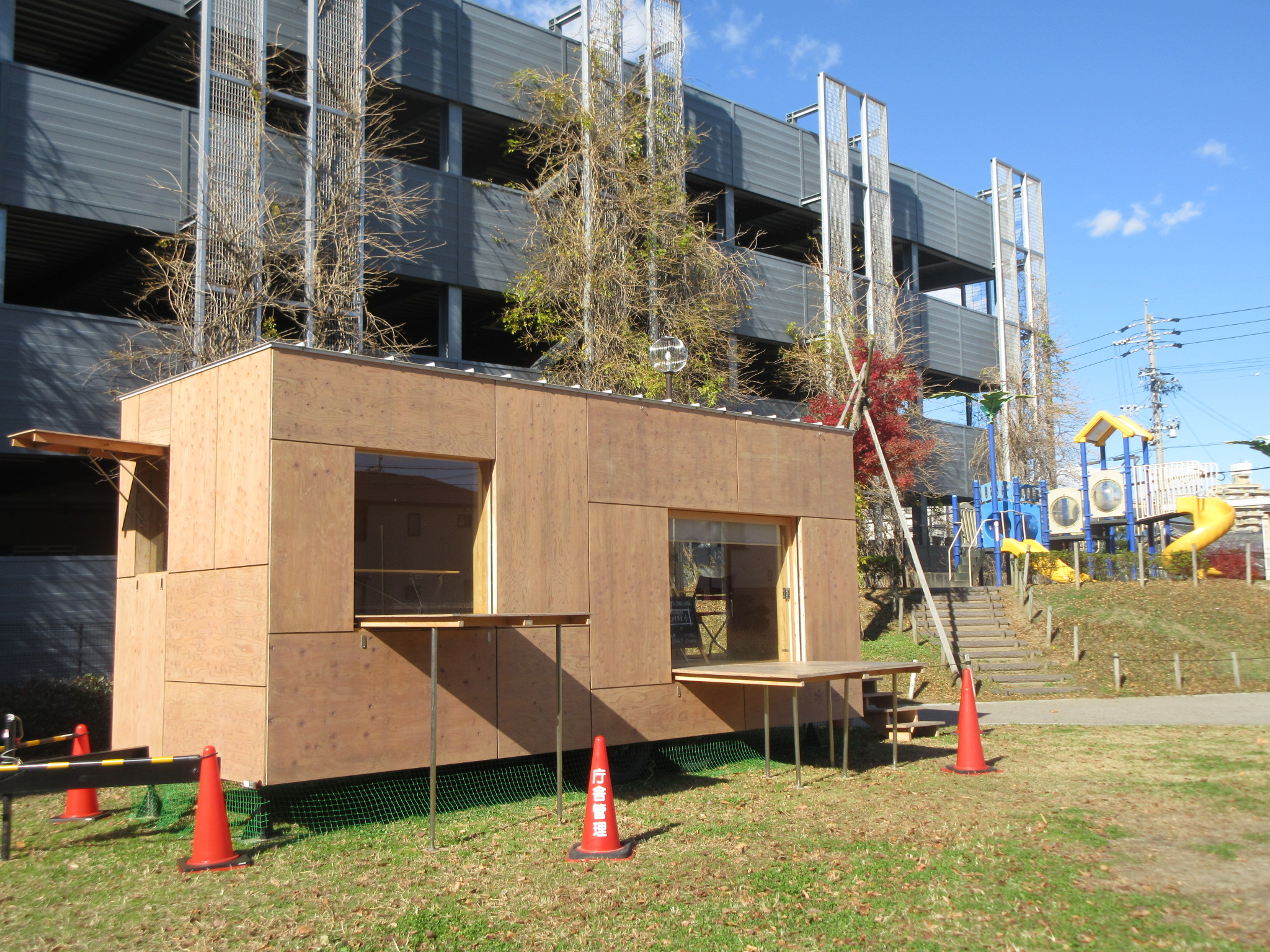
住箱（愛知県岡崎市）

住箱（じゅうばこ）は、日本の新潟県三条市に本社を置くアウトドア総合メーカーのスノーピーク（Snow Peak）の製品。同社と建築家の隈研吾が共同開発したトレーラーハウスである。

## 概要
「住まいと自然との調和」を目的としたモバイルハウスである。外壁、内壁を檜の合板材でパネルを不規則に組み合わせた様なデザインであり、トレーラーである事を一切感じさせず、日々の生活を柔らかく包み込む優しい雰囲気を持っている。生活空間を広げるため、ハウスを構成するパネルが外に飛び出すことでテーブルや台になり、屋外とのつながりも可能になった。内と外をつなぐ役割を持つシンボリックな大窓やガラスの出入口も、木のパネルで閉じてしまえば、全体がシンプルな箱に見える設計で、パネルを開いた時と閉じた時の表情の違いを楽しめるデザインとなっている。
従来の「キャンピングトレーラー」の枠にとどまらず、セカンドハウス利用をはじめ、バー、アパレルのセレクトショップ、珈琲の焙煎所、歯科医院、生花店など多目的に活用されている。
2017年4月20日に開業したGINZA SIX 5階にあるスノーピークモバイル銀座を住箱の販売直営店としている。
2017年度グッドデザイン賞のベスト100に選定された。